# Point Baker (Florida)
Point Baker ist  ein census-designated place (CDP) im Santa Rosa County im US-Bundesstaat Florida. Das U.S. Census Bureau hat bei der Volkszählung 2020 eine Einwohnerzahl von 3.443 ermittelt. 

## Geographie
Point Baker grenzt im Süden direkt an Milton und liegt etwa 30 km nördlich von Pensacola. Der CDP wird von den Florida State Roads 87 und 89 durchquert.

## Demographische Daten
Laut der Volkszählung 2010 verteilten sich die damaligen 2991 Einwohner auf 1297 Haushalte. 85,4 % der Bevölkerung bezeichneten sich als Weiße, 7,9 % als Afroamerikaner, 1,2 % als Indianer und 1,6 % als Asian Americans. 0,8 % gaben die Angehörigkeit zu einer anderen Ethnie und 3,1 % zu mehreren Ethnien an. 3,9 % der Bevölkerung bestand aus Hispanics oder Latinos.
Im Jahr 2010 lebten in 35,7 % aller Haushalte Kinder unter 18 Jahren sowie 21,8 % aller Haushalte Personen mit mindestens 65 Jahren. 69,4 % der Haushalte waren Familienhaushalte (bestehend aus verheirateten Paaren mit oder ohne Nachkommen bzw. einem Elternteil mit Nachkomme). Die durchschnittliche Größe eines Haushalts lag bei 2,56 Personen und die durchschnittliche Familiengröße bei 3,00 Personen.
27,3 % der Bevölkerung waren jünger als 20 Jahre, 29,3 % waren 20 bis 39 Jahre alt, 26,5 % waren 40 bis 59 Jahre alt und 16,8 % waren mindestens 60 Jahre alt. Das mittlere Alter betrug 34 Jahre. 50,5 % der Bevölkerung waren männlich und 49,5 % weiblich.
Das durchschnittliche Jahreseinkommen lag bei 46.944 $, dabei lebten 16,0 % der Bevölkerung unter der Armutsgrenze.